# Storm over Asien
Storm over Asien (russisk: Потомок Чингисхана) er en sovjetisk stumfilm fra 1928 af instrueret af Vsevolod Pudovkin. Det er den sidste film i Pudovkins "revolutionstrilogy", efter Moderen (1926) og St. Peterborgs sidste dage (1927).
Filmen foregår i årene efter Oktoberrevolutionen og under de allieredes intervention i den russiske borgerkrig. Den unge jæger Bair af mongolsk afstamning bliver i 1918 snydt af en britisk kapitalistisk pelskøber og under den efterfølgende konflikt bliver Bair tvunget til at flygte ud i Tajgaen, hvor han i 1920 ender i en sovjetisk partisanafdeling, der bekæmper de britiske tropper. Bair bliver imidlertid fanget af briterne, der beordrer ham skudt. Blandt Bairs ting finder briterne en amulet med en inskription, hvoraf fremgår, at bæreren er en direkte efterkommer af Djengis Khan. I mellemtiden er Bair allerede blevet skudt, men overlever mirakuløst. Briterne behandler ham for at bruge ham til deres egne formål: At gøre ham til en marionethersker over Mongoliet og derved lette briternes erobringen af hele landet. Bair bliver omgivet med opmærksomhed og ære, klædt i dyrt tøj, men han rejser sig i raseri mod briterne og får folket til at rejse sig.

## Historisk perspektiv
Briterne var aldrig i Mongoliet, hvorimod Sovjetunionen var aktive i et søge politisk indflydelse ved at underminere det ustabile Bogd-Khanat for at opnå etablering af en mongolsk vasalstat til Russiske SFSR/Sovjetunionen. Filmen indeholder en lang række historiske unøjagtigheder, og den er formentlig næppe tænkt som en egentlig dokumentarfilm, og er ifølge slavisten John MacKay mere udtryk for, at filmproducenten ønskede en generel anti-imperialistisk, pro-sovjetisk film med en bred appel end en beskrivelse af konkrete begivenheder. Anti-bolsjevikiske under ledelse af "den gale baron" Roman von Ungern-Sternberg invaderede dog Mongoliet i oktober 1920 i en kappestrid med kineserne om kontrol med landet.